# معهد الاقتصاد العلمي والإدارة
معهد الاقتصاد العلمي والإدارة (بالفرنسية: Institut d'économie scientifique et de gestion)‏ أو (بالفرنسية: IÉSEG School of Management)‏، هي مدرسة في فرنسا، مخصصة ليتعليم الاقتصاد والإدارة. بنيت في عام 1964 في مدينة ليل.